# Oh My Ghostess
Oh My Ghostess (en hangul, 오 나의 귀신님; romanización revisada, O naui gwisinnim), también conocido en español como Oh mi fantasma, es una serie de televisión de Corea del Sur emitida desde el 3 de julio hasta el 22 de agosto de 2015 por la cadena de cable tvN y protagonizada por Jo Jung-suk, Park Bo-young, Kim Seul-gi y Lim Ju-hwan.

## Argumento
Desde pequeña, la tímida y sin amigos, Na Bong-sun podía ver fantasmas, pero un día es poseída por uno de ellos que murió a causa de un supuesto suicidio y su vida cambia considerablemente. Bong Sun está enamorada del afamado chef Kang Sun-woo, quien es la única motivación de seguir trabajando en su restaurante ya que suele ser molestada por los demás por su personalidad retraída.
Poco a poco y gracias a la ayuda del fantasma que la posee irá conquistando al chef, a la vez que el fantasma comienza a descubrir su muerte y la relación existente con Choi Sung-jae, un jefe de policía con una personalidad secreta que se relaciona con su muerte.

## Reparto

### Personajes principales
- Park Bo-young como Na Bong-sun.
- Cho Jung-seok como Kang Sun-woo.
- Im Joo-hwan como Choi Sung-jae.
- Kim Seul-gi como Shin Soon-ae.
- Park Jung-ah como Lee So-hyung.
- Shin Hye-sun como Kang Eun-hee.

### Personajes secundarios
- Kang Ki-young como Huh Min-soo.
- Choi Min-cheol como Cho Dong-cheol.
- Kwak Si-yang como Seo Joon.
- Oh Eui-shik como Choi Ji-woong.
- Lee Dae-yeon como Shin Myung Ho.
- Lee Hak-joo como Shin Kyung-mo.
- Kim Sung-beom como Han Jin-goo.
- Choi Woong como Joo Chang-kyoo / Yoon Chang-seop.
- Lee Jung-eun como una adivina.
- Lee Joo-shil como la abuela de Bong-sun.

### Otros personajes
- Park Hoon como un detective.
- Park Joon-mok.
- Kim Soo-jin como la propietaria de una cabaña (ep. #8)
- Lee Do-yeop como el propietario de la pensión.

### Apariciones especiales
- Shin Eun-kyung como Cho Hye-young,
- Lee Ha-na como una DJ (ep. 1).
- Kim Hwan-hee como Yoon Chae-hee (ep. 8).
- Koo Jae-yi como Wang Joo.
- Kim Hyun-wook como un presentador.
- Cho Han-cheol como Hong Soo-chang, un psiquiatra.
- Bae Yoo-ram como un mayor de So-hyung.[4]
- Tae Hang-ho como Yoon Cheol-min.
- Ryu Hyun-kyung como Kang Won-young (ep. 13-14).
- Ray Yang como Hye-jin.
- Park Ji-yeon como Il Pal-gwi, fantasma amiga de Shin Soon-ae.[5]
- Seo In-kook como Edward Seo (ep. 16).
- Nam Ki-ae como una cliente de la adivina (ep. 16).
- Jung Ho-kyun.
- Jung Eun-woo.

## Recepción

### Audiencia
| Ep. # | Fecha                | Share        | Share       |
| Ep. # | Fecha                | TNmS Ratings | AGB Nielsen |
| ----- | -------------------- | ------------ | ----------- |
| 1     | 3 de julio de 2015   | 3.2 %        | 2.65 %      |
| 2     | 4 de julio de 2015   | 3.3 %        | 2.66 %      |
| 3     | 10 de julio de 2015  | 3.9 %        | 3.37 %      |
| 4     | 11 de julio de 2015  | 4.2 %        | 2.98 %      |
| 5     | 17 de julio de 2015  | 3.8 %        | 3.59 %      |
| 6     | 18 de julio de 2015  | 4.2 %        | 3.35 %      |
| 7     | 24 de julio de 2015  | 3.8 %        | 3.80 %      |
| 8     | 25 de julio de 2015  | 4.8 %        | 3.60 %      |
| 9     | 31 de julio de 2015  | 4.6 %        | 3.66 %      |
| 10    | 1 de agosto de 2015  | 4.8 %        | 3.49 %      |
| 11    | 7 de agosto de 2015  | 4.7 %        | 4.21 %      |
| 12    | 8 de agosto de 2015  | 4.9 %        | 4.39 %      |
| 13    | 14 de agosto de 2015 | 6.1 %        | 5.08 %      |
| 14    | 15 de agosto de 2015 | 6.1 %        | 5.45 %      |
| 15    | 21 de agosto de 2015 | 6.2 %        | 5.34 %      |
| 16    | 22 de agosto de 2015 | 7.337 %      | 8.0 %       |

## Emisión internacional
- Arabia Saudita: Al-Arabiya (2016).
- Filipinas: GMA Network (2016).
- Francia: Gong TV (2016).
- Hong Kong: TVB Korean Drama (2016) y J2 (2016).
- Israel: Viva.
- Japón: Eigeki (2016) y DATV (2017-2018).
- Malasia: 8TV (2016).
- Singapur: VV Drama (2015).
- Tailandia: True4U (2017).
- Taiwán: Videoland Drama (2015-2016), TTV (2016) y TVBS (2017).